# 钟宇晨
钟宇晨（1998年6月1日—），中国男子短道速滑运动员，出生于黑龙江佳木斯。

## 职业生涯
2022年11月，钟宇晨参加了2023年四大洲短道速滑锦标赛，获得男子5000米接力金牌和2000米混合接力银牌。2023年3月，2023年世界短道速滑锦标赛，得男子5000米接力金牌和2000米混合接力银牌，成为世界冠军。

## 国际大赛
| 賽季    | 站次   | 地點       | 項目       | 奖牌   |
| 世界杯  | 世界杯 | 世界杯     | 世界杯     | 世界杯 |
| ------- | ------ | ---------- | ---------- | ------ |
| 2022-23 | 第二站 | 盐湖城     | 5000米接力 | 銅牌   |
| 2022-23 | 第二站 | 盐湖城     | 2000米混接 | 金牌   |
| 2022-23 | 第三站 | 阿拉木图   | 2000米混接 | 銀牌   |
| 2022-23 | 第五站 | 德累斯顿   | 500米      | 銀牌   |
| 2022-23 | 第五站 | 德累斯顿   | 5000米接力 | 金牌   |
| 2022-23 | 第六站 | 多德雷赫特 | 5000米接力 | 銀牌   |